# Sandra Andersson
Frida Sandra Carolin Andersson, född 19 augusti 1991, är en svensk professionell bowlingspelare. Hon blev den första svenskan att vinna på den amerikanska proffstouren PWBA när hon 2019 vann Fountain Valley Open. Hon har tidigare varit med i det svenska juniorlandslaget och är i nuläget med i det svenska damlandslaget. Andersson spelar i den svenska klubben Spader Dam från Helsingborg, som blev mästare i den svenska ligan säsongen 2018/2019, även kallad världens bästa liga.

## Bowlingkarriär
Sandra Anderssons familj har drivit Ängelholms bowling sedan 1986 och hon är uppvuxen med bowlingen. Redan som tonåring upptäckte Andersson att hon hade en talang för bowling utöver det vanliga. År 2008 blev hon uttagen till sitt första JEM-mästerskap, där tog hon brons i femmannalag och guld i tremannalag. Ett år senare blev hon uttagen till sitt andra juniormästerskap, som gick i Malmö. Där tog hon brons i tvåmannalag, brons i fyrmannalag och brons i All-Event.  
2010 blev Andersson uttagen till sitt första seniormästerskap, EM i Riga, där hon tog ett individuellt silver och brons i femmannalag. Sedan dess har hon varit med i de flesta uttagningarna till olika mästerskap.
2016 åkte Andersson till USA för att tävla i USBC Queens på den amerikanska proffstouren PWBA. Hon hade högsta resultat inför stegen och fick därmed vänta på vem som skulle möta henne i finalen. Till slut stod det klart att det blev Burnice Lim från Singapore hon skulle få möta. Matchen började spännande med mycket strikes från båda håll. Men Limb drog ifrån och hade några poängs lednings inför sista rutorna och vann därmed USBC Queens 2016 och Andersson kom på andra plats.
2019 åkte Andersson till USA igen för att spela på den amerikanska proffstouren PWBA, men denna gång var det Fountain Valley Open. Även denna gång gick hon in i stegen som etta och fick stå över och vänta på vem hon skulle få möta. Till slut stod det klart att det blev Bryanna Cote som Andersson skulle möta, som kom till att bli en mycket rafflande match. Det hela kom till att avgöras i sista rutan där Andersson satte tre strike och satte press på Coet som måste dubbla. Cote började med en strike och ställde sedan en kägla kvar i andra slaget (kägla 8). Andersson vann därmed sin första PWBA-titel och blev då den första svenskan att vinna på den amerikanska proffstouren.
Två månader efter segern i Fountain Valley Open var det dags för dam-VM som gick i Las Vegas, där Andersson var uttagen. Väl på VM lyckades Andersson ta brons i singel och silver i femmannalag och tog därmed sina första medaljer någonsin på ett senior-VM.

## Meriter
- EYC 2008 Helsingfors, Finland:[2]
  - Guld 3-mannalag
  - Brons 5-mannalag

- EYC 2009 Malmö, Sverige:[15][2]
  - Brons 2-mannalag
  - Brons 4-mannalag
- Brons All-Event

- EWC 2010 Riga, Lettland:[16][2]
  - Silver Masters
  - Brons Femmanna lag

- World Cup 2011:[2]
- Brons

- EWC 2012 Tilburg, Holland:[17]
  - Brons 2-mannalag
  - Guld 3-mannalag
  - Brons 5-mannalag

- EWC 2014 Berlin, Tyskland:[18][19]
  - Guld 3-mannalag
  - Silver 5-mannalag

- EWC 2016 Wien, Österrike:[20][2]
  - Bons Singel
  - Guld 5-mannalag

- USBC Open 2016:[6]
  - Andra plats

- Fountain Valley Open 2019:[4][7][9]
  - Mästare

- WWC 2019 Las Vegas, USA:[21][22][23][24][25]
  - Brons Singel
  - Silver 5-mannalag